# Silvia Monti
Pour les articles homonymes, voir Monti.
Silvia Monti, née Silvia Cornacchia à Venise le 23 janvier 1946, est une actrice italienne.

## Biographie
Dans les pays francophones, Silvia Monti est surtout connue pour avoir eu le premier rôle féminin du film de Gérard Oury, Le Cerveau, en incarnant le personnage de Sofia, sœur d'un mafioso ; elle apparaît notamment dans une scène spectaculaire où elle descend d'un balcon avec une corde, sur une chanson de Caterina Caselli, Cento Giorni.
Sa filmographie est contrastée, allant de Pasolini et Gérard Oury aux séries B. Elle a joué dans quelques films d'horreur et d'action, notamment avec Terence Hill, puis semble avoir arrêté sa carrière en 1978.
Elle a été une personnalité de la jet set à Marbella et à Saint-Moritz.
Elle a eu deux enfants de son premier mariage avec le comte Donà delle Rose, figure de la jet-set italienne. En 1997, elle a épousé en secondes noces l'industriel Carlo De Benedetti.

## Filmographie

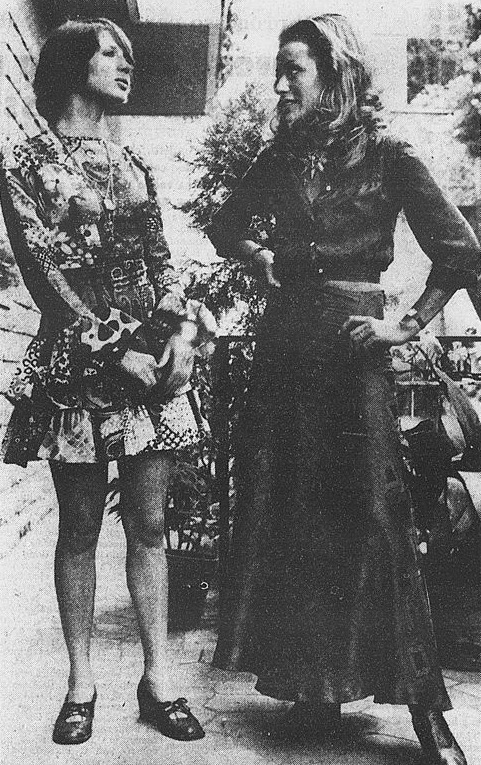
Avec Haydée Politoff à Rome en 1970.

- 1969 : Fraülein Doktor de Alberto Lattuada : Margarita
- 1969 : Le Cerveau de Gérard Oury : Sofia
- 1969 : Disons un soir à dîner (Metti una sera a cena) de Giuseppe Patroni Griffi : l'actrice
- 1969 : Sais-tu ce que Staline faisait aux femmes ? (Sai cosa faceva Stalin alle donne?) de Maurizio Liverani : Mirta
- 1970 : Les Sorcières du bord du lac (Il delitto del diavolo) de Tonino Cervi : Samantha
- 1970 : Carnet de notes pour une Orestie africaine (Appunti per un'Orestiade africana) de Pier Paolo Pasolini
- 1971 : Le Venin de la peur (Una lucertola con la pelle di donna) de Lucio Fulci : Deborah
- 1971 : Le Juge de Federico Chentrens et Jean Girault : Cat
- 1971 : Le Corsaire noir (Il corsaro nero) de Lorenzo Gicca Palli : Isabel de Mendoza y Laguna
- 1971 : Journée noire pour un bélier (Giornata nera per l'ariete) de Luigi Bazzoni : Helene
- 1972 : Racconti proibiti... di niente vestiti de Brunello Rondi : Felicita
- 1972 : La Vie tumultueuse de Lady Caroline Lamb (Lady Caroline Lamb) de Robert Bolt : Miss Millbanke
- 1972 : Action héroïne (Afyon oppio) de Ferdinando Baldi : Claudia
- 1973 : Metti... che ti rompo il muso (it)  de Giuseppe Vari : Shelley
- 1973 : La Fureur d'un flic (La mano spietata della legge) de Mario Gariazzo : Linda De Carmine
- 1973 : La grosse tête (Sono stato io!) de Alberto Lattuada : Jacqueline
- 1973 : ¡Qué cosas tiene el amor! de Germán Lorente
- 1974 : Service compris (Il domestico) de Luigi Filippo D'Amico et Ary Fernandes
- 1974 : Milano: il clan dei calabresi de Giorgio Stegani : Laura Monachesi
- 1974 : Tant qu'il y a de la guerre, il y a de l'espoir (Finché c'è guerra c'è speranza) de Alberto Sordi : Silvia